# Serrat de Vilaclara
El Serrat de Vilaclara és una serra situada al municipi de Moià a la comarca del Moianès, amb una elevació màxima de 612 metres.